# Gufo Notturno
Gufo Notturno (Nite Owl) è il nome di due personaggi della serie fumettistica Watchmen creata da Alan Moore e Dave Gibbons e pubblicata dalla DC Comics. Entrambi sono versioni modificate di alcune incarnazioni di Blue Beetle create per la Fox Feature Syndicate ed in seguito vendute alla Charlton Comics, con il secondo Gufo Notturno che ha alcune analogie anche con Batman.

## Hollis T. Mason

### Biografia del personaggio
All'età di 12 anni suo padre abbandonò la fattoria dei parenti in Montana e, insieme alla famiglia, si spostò a New York lavorando all'officina per macchine di Moe Vernon.
Dopo aver iniziato la sua carriera come poliziotto a New York nel 1938, trovò ispirazione nel Superman di Action Comics e nella comparsa nella vita reale di Giustizia Mascherata per iniziare ad essere un vigilante. Prese il soprannome di Gufo Notturno perché passava le sue serate lavorando al Police Gymnasiums il più possibile e andando a dormire alle 21:00 per risvegliarsi alle 5:00 prima di reindossare uniforme e distintivo.
Il suo costume venne progettato per avere braccia e gambe libere ma anche per proteggere il petto, l'addome e la testa con una tunica di dura pelle. Mentre la tunica nascondeva i suoi capelli, una maschera celava la sua identità.
Divenne un membro dei Minutemen, un "avventuriero mascherato" alla metà del 1939. Mason era un combattente del crimine "vecchia maniera", un vero "boy scout" agli occhi di Capitan Metropolis. Egli fermò pittoreschi criminali come Screaming Skull e continuò lottando contro i combattenti dell'Asse compreso Captain Axis durante la seconda guerra mondiale. Si ritirò nel maggio del 1962 per aprire un'autofficina e per scrivere un libro con i suoi ricordi dal titolo, Sotto la maschera. Leggendo Sotto la Maschera, Spettro di Seta II in seguito apprese del tentato stupro ai danni di sua madre, Spettro di Seta I, da parte del Comico.

### Personalità
Mason è quasi certamente il più rispettabile e "normale" degli avventurieri mascherati presenti in Watchmen. Mentre molti dei suoi colleghi hanno problemi psicologici riguardo alla società, la razza, il genere, il sesso o soffrono di megalomania, Mason è apparentemente libero da queste caratteristiche, e a giudicare dagli estratti del suo libro, è una sorta di voce della ragione nel mondo degli avventurieri in costume. Sia di persona che nel suo libro le sue parole tendono ad essere gentili e misurate, con una lieve tendenza allo humor.
Sembra essere ben voluto dalla maggior parte dei suoi compagni di squadra ed andare d'accordo quasi con tutti loro, nonostante talvolta sia al corrente delle loro colpe e dei loro difetti. Il suo odio sembra essere concentrato sul Comico, a cui non perdonò mai il tentato stupro ai danni di Sally Jupiter, e i cui mezzi brutali di lotta al crimine vennero usati troppo secondo Mason per poter riconciliarsi.

### Eventi inWatchmen
Dopo che Gufo Notturno II e Spettro di Seta II riescono a far evadere Rorschach di prigione la notte di Halloween, i Knot-tops (una gang di sbandati), guidati da Derf, ascoltano la notizia. Infuriati per il fatto, l'intero gruppo segue il suggerimento di un membro della gang che crede erroneamente che Mason sia lo stesso Gufo Notturno che aveva partecipato e agevolato l'evasione. Scambiando il gruppo per dei ragazzi venuti per "dolcetto o scherzetto", Mason gli apre la porta. Essi lo attaccano in gruppo. Mason assesta qualche colpo ma viene presto messo al tappeto. Ignorando le proteste di qualcuno dei Knot-Tops, Derf uccide Mason con la statuetta che gli era stata assegnata in riconoscimento e ricompensa del suo servizio da avventuriero mascherato.

## Daniel Dreiberg

### Biografia del personaggio
Dan Dreiberg fece molto affidamento sulla grande abilità tecnica piuttosto che sulla durezza, cosa che lo contraddistinse dai suoi compagni in maschera. Inoltre, ha dimostrato ottime capacità di combattimento quando si è dovuto difendere. Tutti i suoi gadget e i suoi costumi sono basati sul tema del gufo: difatti egli utilizza un veicolo volante a forma di gufo soprannominato "Archie" o "Cleto" a seconda delle traduzioni (da Archimedes o Anacleto come il gufo di Mago Merlino ne La spada nella roccia) che è equipaggiato con una molteplicità di dispositivi offensivi e auto-difensivi.
Il padre di Dreiberg era un banchiere che gli lasciò un grande patrimonio in eredità, che lui usò per progettare e costruire i suoi attrezzi per la lotta al crimine. Hollis Mason, il Gufo Notturno originale, era il suo eroe e quando si ritirò, Dan scrisse a Mason, chiedendo se potesse assumere il suo stesso nome. Dopo aver ammirato i suoi congegni, Mason fu troppo impressionato per negargli il permesso, così Dan iniziò a lottare contro il crimine negli anni 1960. Da allora in poi, i due sono divenuti amici e si sono incontrati ogni sabato.
Nel 1965, Dreiberg (nelle vesti di Gufo Notturno) si unì con successo in team con il compagno mascherato Rorschach per fermare il crimine organizzato. Dopo un po', cominciando a credere che le sue costose attività dessero scarsi frutti, Dreiberg si ritirò dopo l'approvazione del Decreto Keene il 3 agosto 1977, sebbene nel 1985 (quando prende luogo la storia) sembra dispiacersi della sua decisione di smettere con la lotta al crimine. Rorschach in seguito dirà riguardo al suo ritiro: "Non ha retto". Dreiberg aveva preso un master in aeronautica e zoologia all'Università Harvard, contribuendo con dotti saggi su riviste ornitologiche dopo il suo ritiro nel 1977.

### Eventi inWatchmen
Dreiberg si innamora romanticamente e condivide una relazione con la seconda Spettro di Seta, Laurie Juspeczyk, dopo che lei lascia il Dottor Manhattan. Ritorna a fare il vigilante insieme a lei, quando, reindossati i costumi, riescono a mettere in salvo i residenti di un edificio in fiamme. In seguito fanno evadere Rorschach di prigione nel tentativo di fermare il piano malvagio di Ozymandias di "salvare il mondo da se stesso". Sfortunatamente, la liberazione di Rorschach portò all'omicidio di Hollis Mason, che Dan apprese solamente quando lui e Rorschach andarono in giro ad interrogare i sospetti; dopo aver appreso della morte di Mason, Dan divenne violento, attaccando l'informatore e giurando violentemente vendetta contro gli assassini di Mason, che egli crede sia stato ucciso dal piano di Ozymandias.
Dan e Rorschach viaggiano fino alla fortezza di Ozymandias in Antartide senza Spettro di Seta, che nel frattempo era stata teletrasportata su Marte dal Dottor Manhattan. Dreiberg e Rorschach combattono contro Ozymandias, ma vengono presto sconfitti da questo, che rivela loro i suoi piani. Dan dice che lo vuole fermare, ma Adrian Veidt gli dice che gli eventi sono già avvenuti prima ancora della loro conversazione. Milioni di persone sono morte, compresi gli assassini di Mason, e le nazioni del mondo accettano di lavorare insieme per combattere questa nuova 'minaccia'. A malincuore, Dan e Laurie (che nel frattempo era tornata) accettano di mantenere il segreto.
Rorschach abbandona la fortezza, cercando di prendere il veicolo di Dan e raccontare la verità al mondo. Mentre non viene visto dagli altri, il Dottor Manhattan lo uccide. A Dan e Laurie viene offerta ospitalità da Ozymanidias e loro l'accettano.
Molto in seguito, essi vengono visti come Sam e Sandra Hollis, mentre fanno una breve visita alla madre di Laurie.

## Altri media

### Cinema
Patrick Wilson ha interpretato il secondo Gufo Notturno, Dan Dreiberg, nel film di Watchmen uscito nel 2009. Inoltre nello stesso film, Stephen McHattie ha interpretato il primo Gufo Notturno, Hollis Mason, eroe in costume in pensione.